# Лоун Гроув (Оклахома)
Лоун Гроув (енгл. Lone Grove) град је у америчкој савезној држави Оклахома.

## Демографија
По попису из 2010. године број становника је 5.054, што је 423 (9,1%) становника више него 2000. године.
| Група             | 2000.         | 2010.         |
| Белци             | 3.866 (83,5%) | 3.966 (78,5%) |
| Афроамериканци    | 86 (1,9%)     | 109 (2,2%)    |
| Азијати           | 7 (0,2%)      | 23 (0,5%)     |
| Хиспаноамериканци | 91 (2,0%)     | 203 (4,0%)    |
| Укупно            | 4.631         | 5.054         |